# Marburg an der Lahn
Marburg, en alemany i oficialment Universitätsstadt Marburg an der Lahn, és una ciutat de Hessen, Alemanya, a la ribera del riu Lahn. És la ciutat principal del districte de Marburg-Biedenkopf amb una població de 78.701 habitants.

## Història

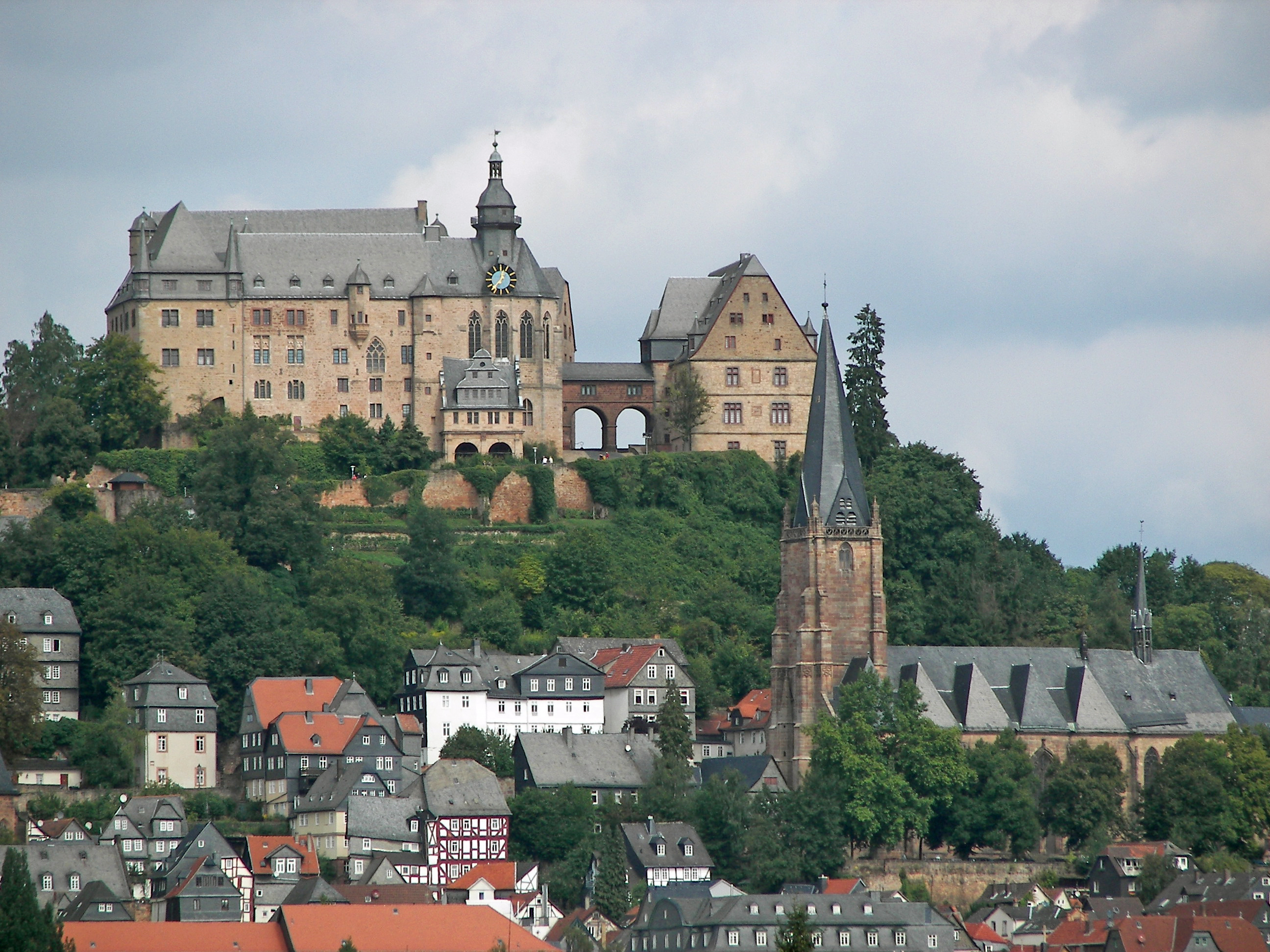
Castell de Marburg

### Fundació i història antiga
Com molts assentaments, Marburg es va desenvolupar a la intersecció de dues importants carreteres medievals: una d'est-oest (Colònia a Praga) i una de nord-sud (del Mar del nord als Alps i cap a Itàlia). La primera creuava el riu Lahn aquí. L'assentament fou protegit per un castell construït en el segle ix o x per la dinastia dels Giso. Des del 1140 es té constància de Marburg com a ciutat (provat per unes monedes). Dels Gisos, va caure a les mans dels Prínceps-landgravis de Turíngia els quals van residir a Wartburg, sobre d'Eisenach.

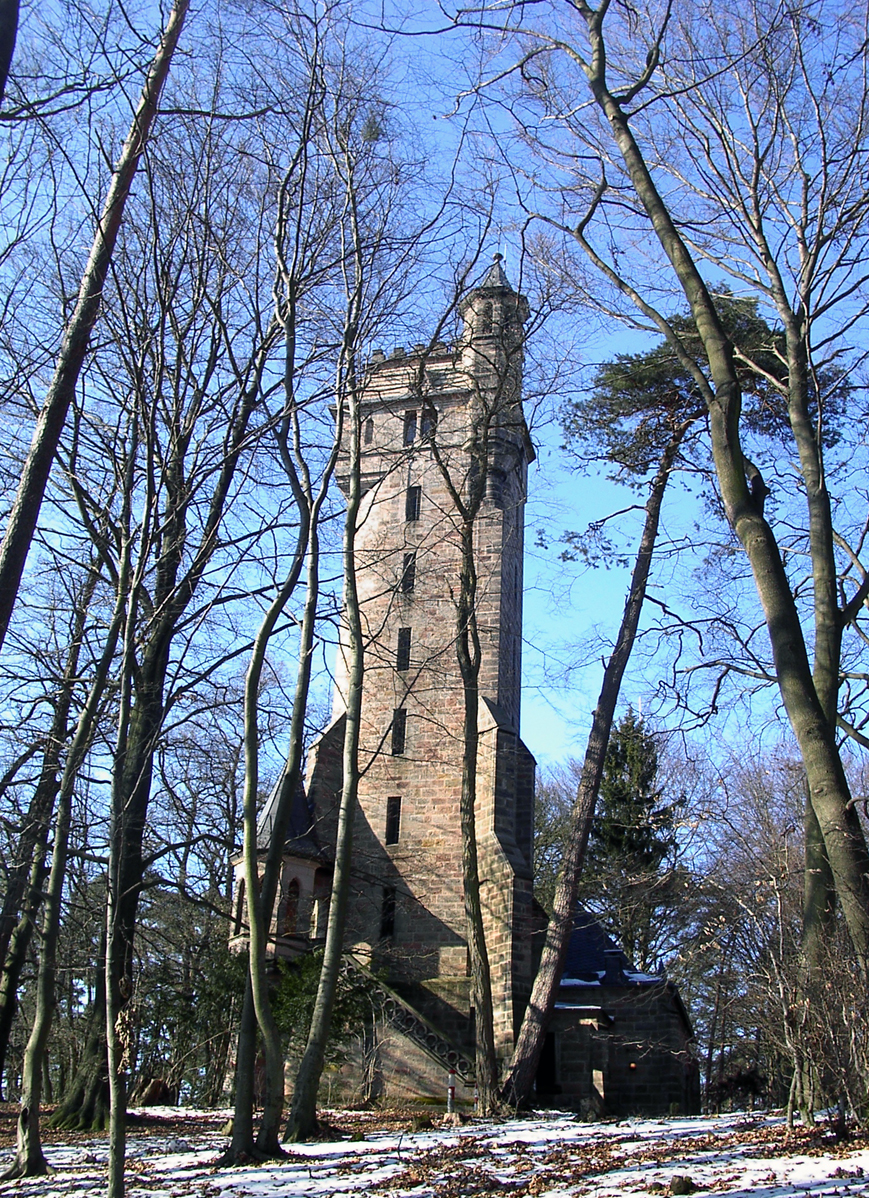
Kaiser-Wilhelm-Turm - Situada al cim del mont Spiegelslust al Lahnberge

### Santa Elisabet
El 1228 la princesa-landgravina (Landgräfin) vídua de Turíngia, Elisabet, va escollir Marburg com a residència, ja que no duia una bona relació amb el seu cunyat, el nou comte. La comtessa va dedicar la seva vida als malalts i el 1231, després de la seva jove mort, amb només 24 anys, va esdevenir una de les santes més eminents, Santa Elisabet d'Hongria. Fou canonitzada el 1235.

### Capital de Hessen
El 1264 la filla de Santa Elisabet, Sofia de Brabant, aconseguí guanyar el Principat-Landgraviat de Hessen, fins aleshores connectat a Turíngia, pel seu fill Enric I de Hessen. Marburg, juntament amb Kassel fou una de les capitals de Hessen des d'aleshores i fins aproximadament el 1540. Seguint la primera divisió del landgraviat de Hessen en quatre, fou la capital de Hessen-Marburg del 1485 al 1500 i també entre el 1567 i el 1605. Hessen fou un dels principats de segon nivell més poderosos d'Alemanya. El seu "enemic etern" era l'Arquebisbe de Magúncia, un dels electors, que competí amb Hessen en múltiples guerres i conflictes territorials durant diversos segles.
Després del 1605, Marburg esdevingué tot just una altra ciutat provincial, coneguda principalment per la universitat. Esdevingué un lloc desolador durant dos segles després d'esdevenir camp de batalla entre els landgraviats de Hessen-Darmstadt i Hessen-Kassel durant la guerra dels trenta anys (1618-1648). En el territori del voltant de Marburg es van perdre dos terços de la seva població, més que en totes les següents guerres juntes (incloses la primera i segona guerres mundials).

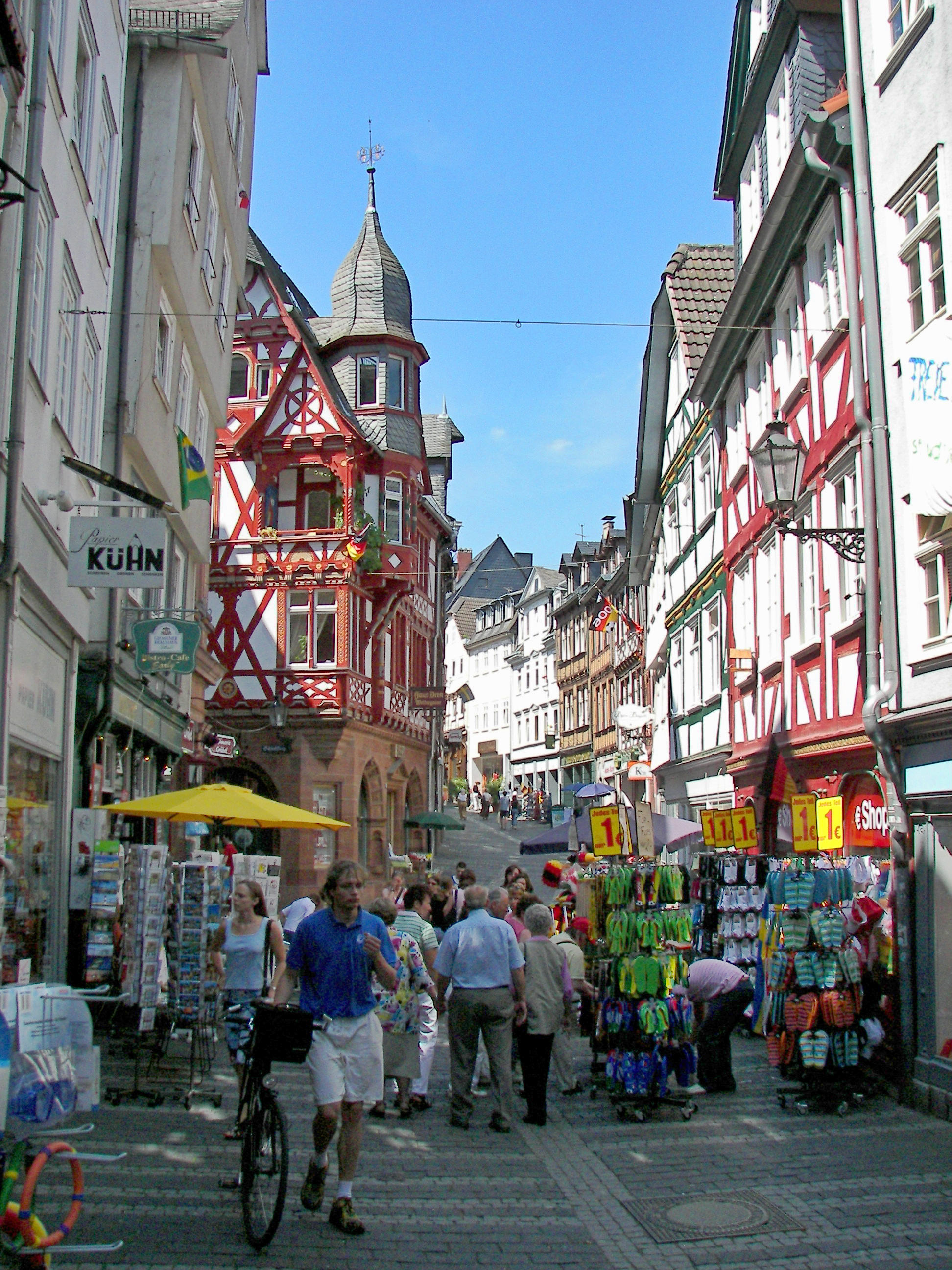
El carrer "Wettergasse" a lOberstadt

### Reforma protestant
A Marburg es troba la Universitat de Marburg o Philipps-Universität, la primera universitat protestant del món. Fou fundada l'any 1527 i és una de les quatre clàssiques "viles universitàries" d'Alemanya, juntament amb les de Göttingen, Heidelberg, i Tübingen.
L'any 1529, Felip I de Hessen organitzà el Col·loqui de Marburg per tal de reconciliar Luter i Zwingli.

### Romanticisme
Com que fou ignorada durant el segle xvii, Marburg - així com Rye o Chartres - sobrevisqué relativament com una ciutat gòtica, senzillament perquè no hi havia diners per pagar cap expansió arquitectònica. Quan el romanticisme esdevingué el paradigma cultural i artístic d'Alemanya, Marburg esdevingué altre cop interessant, i molts líders del moviment visqueres, ensenyaren o estudiaren a Marburg. Formaren un cercle d'amistats que fou de gran importància, especialment en literatura, filologia, folklore i dret. El grup inclogué a Friedrich Carl von Savingy, el jurista més important del moment i pare de l'adaptació a Alemanya del dret romà; els poetes, escriptors i activistes socials Achim von Arnim, Clemens Brentano, i especialment la filla del segon i la dona del primer, Bettina von Arnim. Tanmateix esdevingueren més famosos els Germans Grimm, els qui es dedicaren a col·lectar aquí molts dels seus contes de fades - la Torre de Rapunzel és a Marburg ("Kaiser-Wilhelm-Turm", també anomenada Spiegelslustturm), i entre els turons del Lahn, a una àrea anomenada Schwalm, els vestits tradicionals de les noietes comptaven amb una caputxeta vermella.
S'ha de dir, però, que aquest cercle desaparegué de Marburg cap a la dècada del 1820, i durant uns altres 45 anys, Marburg esdevingué un altre cop un paratge inhòspid de Hessen.

### Ciutat prussiana

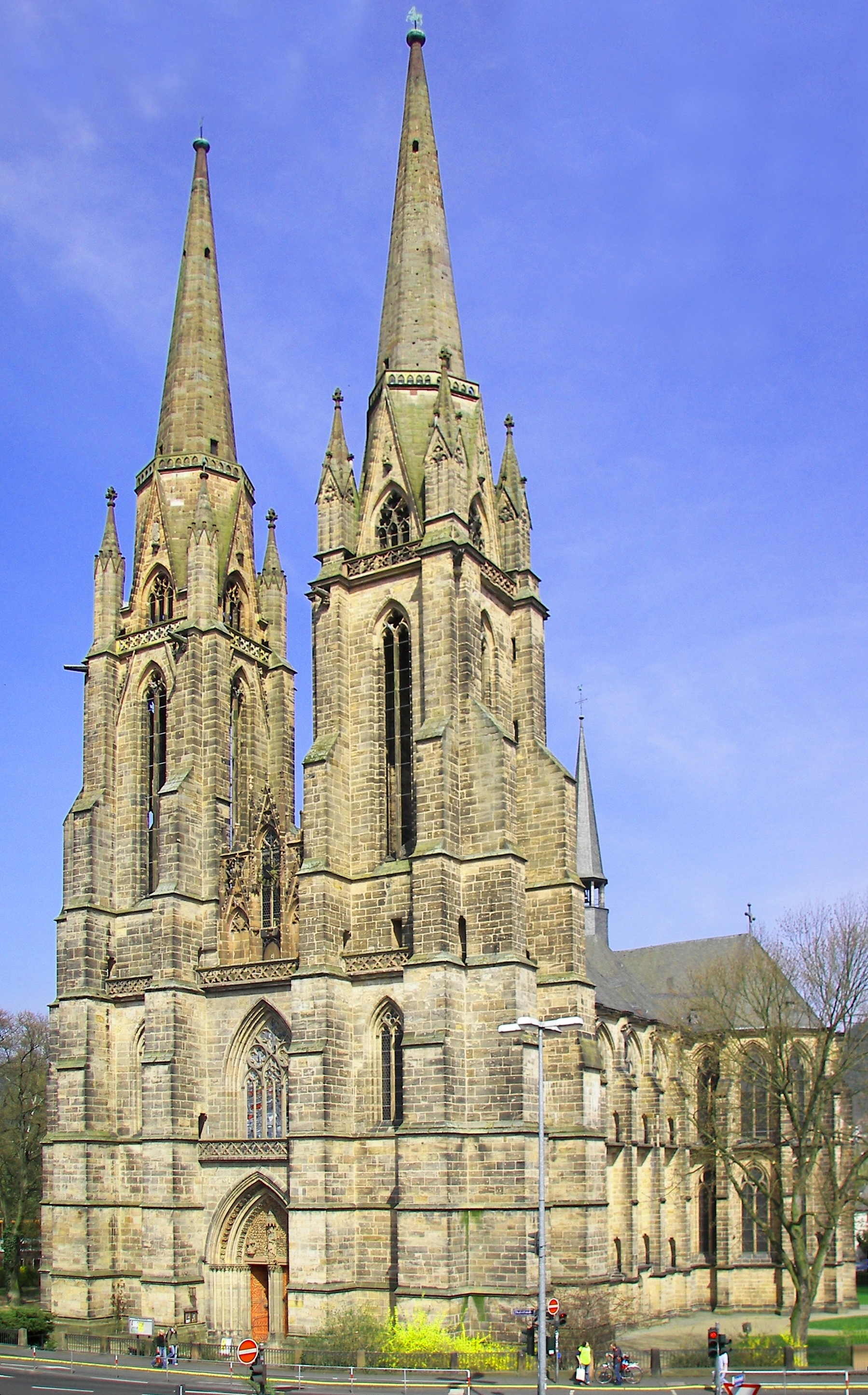
Església de Santa Elisabet de Turíngia

En la guerra austro-prussiana de 1866, l'elector reaccionari de Hessen recolzà Àustria. Prússia guanyà, envaí (sense fer córrer la sang) i s'annexionà el Principat de Hessen-Kassel (així com Hannover, la ciutat de Frankfurt i altres territoris) nord del riu Main, mentre que els pro-austríacs de Hessen-Darmstadt es mantingueren independents. Per Marburg, aquest fet esdevingué molt positiu, ja que Prússia decidí fer de Marburg el seu centre administratiu principal en aquesta part de la seva nova província i convertí la universitat en el centre acadèmic regional. Així, el creixement de Marburg com a ciutat administrativa i universitària començà; com que el sistema universitari prussià esdevingué indubtablement el millor del món, Marburg atragué famosos erudits. D'altra banda, a la ciutat hi havia molt poca indústria, de manera que bàsicament estudiants, professors i servents civils - gent que normalment no disposen de grans recursos i paguen poques taxes - eren els qui dominaven la ciutat, la qual era força conservadora.

## Arquitectura
Marburg és famosa per les seves esglésies medievals, especialment l'església de Santa Elisabet, una de les dues o tres primeres esglésies purament gòtiques del nord dels Alps fora de França i, per tant, una relíquia de l'arquitectura gòtica alemanya; així també com pel seu castell.
Tanmateix, és més important la ciutat per ella mateixa, una ciutat immaculada coronada per un castell goticorenaixentista sobre d'un turó, intacte gràcies al fet que Marburg era un lloc extremadament deplorable entre 1600 i 1850. Contràriament a per exemple Rothenburg ob der Tauber, Marburg recobrà la seva importància en els darrers segles, de manera que no és una "ciutat-museu" o un Eurodisney sinó més aviat una ciutat universitària de profund esperit estudiantil.
Gran part dels atractius físics del Marburg actual és el llegat del llegendari alcalde Lord Dr. Hanno Drechsler (en actiu durant 1970-1992), qui promogué una renovació i restauració urbana de nombrosos edificis. Així mentre moltes altres ciutats anaven enderrocant cases medievals, Marburg protegia aquest llegat únic. Marburg tingué també una de les primeres zones per a vianants d'Alemanya. Aquesta restauració (Altstadtsanierung) (des de 1972) rebé nombrosos reconeixements i premis.

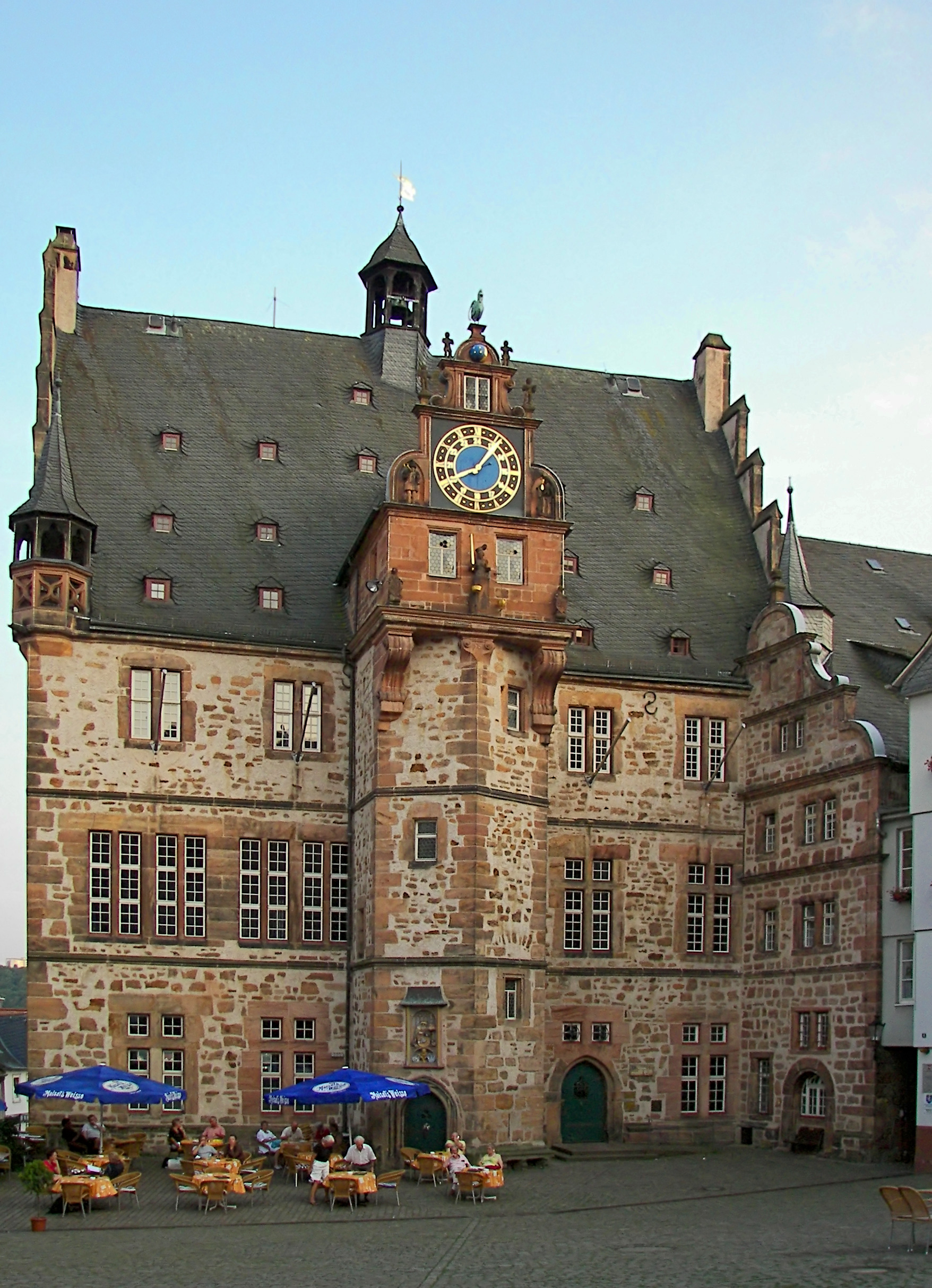
Ajuntament de Marburg

## Política
Com a ciutat mitjana, Marburg, com altres sis ciutats de Hessen, té un estatus especial comparat amb altres municipis del districte. Açò vol dir que la ciutat realitza tasques del mateix rang que les del mateix districte, de manera que es pot comparar a un districte urbà.
L'alcalde (Oberbürgermeister) Egon Vaupel, escollit directament el gener del 2005 i al càrrec des de l'1 de juliol de 2005, és del SDP. El tinent-alcalde, cap de l'ajuntament i regidor de joventut, Dr. Franz Kahle, és dels Verds. La majoria del parlament (59 escons) pertany a la coalició del SDP (20 escons) i els Verds (10 escons). A l'hemicicle també hi ha el CDU (17 escons), el PDS (4 escons), el Freie Wähler (Votants lliures) BfM (Bürger für Marburg- 3 escons), el FDP (3 escons) i una escissió del CDU, MBL (Marburger Bürgerliste- 2 escons).

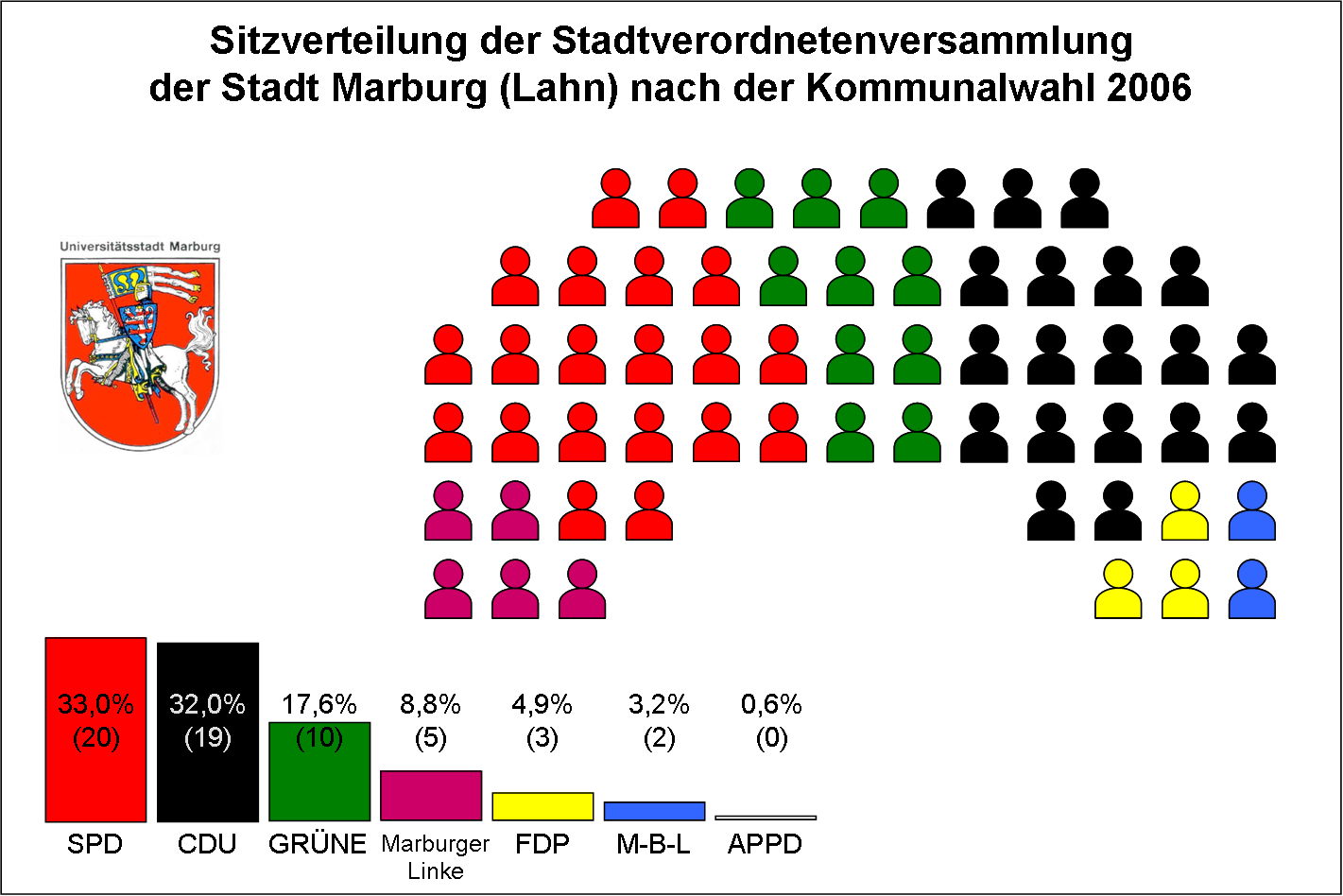
Distribució dels escons a l'ajuntament

La ciutat de Marburg, similar a les ciutats de Heidelberg, Tübingen, Göttingen, etc. té una gran història de corporacions estudiantils o "Verbindungen" com per exemple associacions o fraternitats incloent Corps, Landsmannachaften, Burschenschaften, Turnerschaften, etc.

### Divisió administrativa
La ciutat de Marburg està dividida en 20 distrtictes o Stadtteile, a banda del centre urbà o Kernstadt. Cada districte té un consell Ortsbeirat, un nombre determinat de membres segons la població i un cap del consell Ortsvorsteher(in). Als districtes de Wehrda, Marbach i Cappel hi ha, a banda del consell, una extensió administrativa (Vervaltungsaußenstelle) per a una millor administració de l'ajuntament. Els districtes amb consell són:
| Districtes amb consell | Habitants      | Núm. de membres | Lage der Stadtteile im Stadtgebiet, ohne Lahnberge |
| Bauerbach              | 1.630 hab.     | 7               | Lage der Stadtteile im Stadtgebiet, ohne Lahnberge |
| Bortshausen            | 245 hab.       | 3               | Lage der Stadtteile im Stadtgebiet, ohne Lahnberge |
| Cappel                 | 6.500 hab.     | 9               | Lage der Stadtteile im Stadtgebiet, ohne Lahnberge |
| Cyriaxweimar           | ca. 600 hab.   | 5               | Lage der Stadtteile im Stadtgebiet, ohne Lahnberge |
| Dagobertshausen        | 441 hab.       | 3               | Lage der Stadtteile im Stadtgebiet, ohne Lahnberge |
| Dilschhausen           | 178 hab.       | 3               | Lage der Stadtteile im Stadtgebiet, ohne Lahnberge |
| Elnhausen              | 1.275 hab.     | 9               | Lage der Stadtteile im Stadtgebiet, ohne Lahnberge |
| Ginseldorf             | 817 hab.       | 5               | Lage der Stadtteile im Stadtgebiet, ohne Lahnberge |
| Gisselberg             | 915 hab.       | 5               | Lage der Stadtteile im Stadtgebiet, ohne Lahnberge |
| Haddamshausen          | 580 hab.       | 5               | Lage der Stadtteile im Stadtgebiet, ohne Lahnberge |
| Hermershausen          | 406 hab.       | 3               | Lage der Stadtteile im Stadtgebiet, ohne Lahnberge |
| Marbach                | 3.250 hab.     | 9               | Lage der Stadtteile im Stadtgebiet, ohne Lahnberge |
| Michelbach             | ca. 1.900 hab. | 7               | Lage der Stadtteile im Stadtgebiet, ohne Lahnberge |
| Moischt                | ca. 1.200 hab. | 7               | Lage der Stadtteile im Stadtgebiet, ohne Lahnberge |
| Ockershausen           | ca. 5.600 hab. | 9               | Lage der Stadtteile im Stadtgebiet, ohne Lahnberge |
| Richtsberg             | ca. 9.000 hab. | 9               | Lage der Stadtteile im Stadtgebiet, ohne Lahnberge |
| Ronhausen              | 242 hab.       | 3               | Lage der Stadtteile im Stadtgebiet, ohne Lahnberge |
| Schröck                | 1.838 hab.     | 7               | Lage der Stadtteile im Stadtgebiet, ohne Lahnberge |
| Wehrda                 | ca. 6.500 hab. | 9               | Lage der Stadtteile im Stadtgebiet, ohne Lahnberge |
| Wehrshausen            | 807 hab.       | 5               | Lage der Stadtteile im Stadtgebiet, ohne Lahnberge |

### Ciutats agermanades
- Poitiers, França des de 1961
- Maribor, Eslovènia des de 1969
- Sfax, Tunísia des de 1971
- Eisenach, Turíngia des de 1988
- Northampton, Regne Unit des de 1992
- Sibiu, Romania des de 2005

### Escut heràldic
L'escut de Marburg mostra un comte de Hessen cavalcant un cavall blanc amb una bandera i un escut amb el fons vermell. L'escut mostra el lleó de Hessen de franges blanc i roges, també a l'escut de l'Estat de Hessen, i la bandera mostra una M estilitzada blava en or. Aquest escut és la font dels colors de la bandera de la ciutat. Es compon de 3 barres horitzontals colorejades, de dalt a baix, vermell (del fons), blanc (del cavall) i blau (de l'escut).
L'escut, el qual va ser dissenyat a finals del segle xix, està basat en el segell del comte en un document municipal, sent una pràctica molt comuna per a reemplaçar escuts oblidats, o que no són prou representatius, amb motius presos de segells. A nivell de papers oficials municipals a Alemanya, la presència de l'escut com a segell és obligatori.

## Virus de Marburg
El nom de la ciutat també està connectat amb un filovirus, el virus Marburg del qual se'n va tenir primera constància quan el 1967 accidentalment uns treballadors van ser exposats a teixit infectat de mona verda (Chlorocebus) a la principal planta industrial de la ciutat, la Behring-Werke, aleshores part de Hoechst i avui del grup de capital australià CSL Behring, fundada per Emil von Behring, ciutadà de Marburg i primer Premi Nobel de medicina. Durant aquest accident, dinou persones van resultar infectades i cinc d'elles van morir. Encara que sembli poca gent, cal destacar que actualment durant una epidèmia de còlera mor “només” una de cada vint persones. El virus de Marburg deu el seu nom a aquesta ciutat, ja que és costum d'anomenar els virus d'aquesta ferocitat segons la ciutat o àrea en la qual es tipifiquen per primer cop.